# Прекариат
Прекариа́т (нем. Prekariat от англ. precariat ← precarious ← лат. precarium «нестабильный, негарантированный» + пролетариат) — класс социально неустроенных людей, не имеющих полной гарантированной занятости.
Прекариат составляют работники с временной (например, подёнщики) или частичной занятостью, которая носит постоянный и устойчивый характер. Для прекариата характерны: неустойчивое социальное положение, слабая социальная защищённость, отсутствие многих социальных гарантий, нестабильный доход, депрофессионализация. Трудовые отношения между прекариатом и работодателем носят название прекаритет.
Социальный слой прекариата олицетворяет отчуждение от результатов труда и от всего общества значительных социальных групп, испытывающих особо изощрённые формы эксплуатации их труда, их знаний, их квалификации, а в конечном счёте и качества жизни.

## Описание
Британский экономист и социолог профессор Гай Стэндинг в современном западном обществе выделяет пять групп на основании трудовой принадлежности:
1. Элита — ограниченное число сверхбогатых людей;
2. Салариат (англ. salariat от англ. salary «заработная плата») — высший средний слой, имеющий стабильную полную занятость и зарплату (преимущественно руководящие работники);
3. Профессионалы — люди со стабильным положением благодаря своим знаниям и умениям;
4. Сердцевина — «старый» рабочий класс;
5. Прекариат — социально неустроенные люди, не имеющие полной гарантированной занятости.

По определению социолога профессора Йенского университета Клауса Дерре (нем. Klaus Dörre):
- прекариат (нем. Prekariat) — неустойчивая, ненадёжная занятость;
- прекаритет (нем. Prekarität) — неполноценная, ущемлённая гарантия трудовых отношений, которые могут быть расторгнуты работодателем в любое время.

Прекариат — принципиально новое образование XXI века. Это социальные группы, постоянно занятые временной работой, вовлечённые в теневой сектор рынка труда, вследствие чего такие люди имеют урезанные социальные права и их социальный статус ущемлён. Во многих странах мира прекариат достигает 30−40 % численности трудоспособного населения. Таким образом, прекариат во многом определяет лицо современных обществ.
Прекариат является следствием негативного влияния глобализации мировой экономики. Он является продуктом неолиберализма с гибким рынком труда, позволяющим быстро менять размер заработной платы (особенно в сторону понижения) и уровень занятости. Прекариат ощущает своё нестабильное социальное положение, для людей этого социального класса возможны различные варианты поведения: смирение с ситуацией, попытки приспособления, активные действия (от акций против правящего режима до преступной деятельности).
Многие неформально занятые (то есть прекариат), причисляющие себя к т. н. «среднему классу», на самом деле этим классом не являются вследствие статусной неопределённости. Представители прекариата в минимальной степени идентифицируют себя с профессиональным сообществом, в котором, возможно, находятся.
Для представителей прекариата характерна «личностная позиция непричастности и ментальная непринадлежность к общественно приемлемой для данной профессии профессиональной морали, … внутреннее отнесение себя к морали другой среды, профессиональной или внепрофессиональной». Российские психологи считают такое отсутствие профессиональной идентичности важнейшим признаком профессионального маргинализма.
Феномен избыточного образования влияет в частности на систему социально-трудовых отношений, когда перепроизводство специалистов с высоким уровнем образования не отвечает запросам рынка труда. В результате выпускники вынуждены соглашаться на работу, зачастую не требующую наличие высшего образования и квалификации. Это в свою очередь ограничивает возможности трудоустройства людей со средним образованием. Трудоустройство на работу, не связанную с полученной специальностью, становится явной проблемой, ведущей молодёжь в группу нестабильно занятых. Согласно социологическим исследованиям, в России до половины людей с неполной занятостью имеют образование, не соответствующее выполняемой работе.

### Состав прекариата
В состоянии прекариата находятся люди, работающие на разовых работах (в Евросоюзе называются «одноевровыми»), предприниматели-одиночки, работники с частичной занятостью и некоторые другие.
По мнению социолога Жана Тощенко, прекариат составляют следующие социальные группы:
1. занятые постоянно на временной работе (30−40 % трудоспособного населения);
2. работающие неполный рабочий день или перебивающиеся сезонными и случайными приработками;
3. безработное население;
4. самозанятые люди творческих профессий;
5. работники заёмного труда;
6. часть мигрантов, которые часто подвергаются дискриминации;
7. стажёры и часть студентов, соглашающиеся на работу ниже своих возможностей в надежде занять устойчивое положение в обществе и профессии.